# Quận Wayne, New York
Quận Wayne (tiếng Anh: County) là một quận trong tiểu bang New York, Hoa Kỳ. Quận lỵ là thành phố Lyons 6. Theo điều tra dân số năm 2000 của Cục điều tra dân số Hoa Kỳ, quận này có dân số 93.765 người 2.